# Broumov (ort i Tjeckien, Plzeň)
Broumov är en ort i Tjeckien.   Den ligger i regionen Plzeň, i den västra delen av landet, 130 km väster om huvudstaden Prag. Broumov ligger 573 meter över havet och antalet invånare är 128.
Terrängen runt Broumov är lite kuperad. Runt Broumov är det ganska glesbefolkat, med 26 invånare per kvadratkilometer. Närmaste större samhälle är Mariánské Lázně, 10,7 km nordost om Broumov. Omgivningarna runt Broumov är en mosaik av jordbruksmark och naturlig växtlighet.